# Илич, Милиян
Милиян Илич (серб. Милијан Илић / Milijan Ilić; 23 мая 1993, Сомбор, Воеводина) — сербский футболист, защитник.

## Биография
Воспитанник белградского «Партизана». На юниорском уровне в течение сезона выступал за итальянский «Кьево». Взрослую карьеру начинал в клубах низших лиг Сербии — белградских «БАСК», «Земун», «Полёт» и в «Раковице» из белградского пригорода.
В начале 2017 года перешёл в «Явор» (Иваница), в его составе дебютировал в Суперлиге Сербии 25 февраля 2017 года в матче против «Спартака» (Суботица), заменив на 65-й минуте Хусниддина Гафурова. Всего за полтора сезона в «Яворе» сыграл 18 матчей. Летом 2018 года перешёл в клуб «Инджия», с которым в сезоне 2018/19 стал третьим призёром первой лиги и поднялся в Суперлигу, где выступал ещё полтора сезона.
В начале 2021 года перешёл в таллинскую «Левадию». За сезон сыграл 15 матчей в чемпионате Эстонии, также провёл 4 матча в Лиге Конференций и играл в матчах Кубка Эстонии. Стал чемпионом и обладателем Кубка Эстонии 2021 года. В январе 2022 года расторг контракт с «Левадией» по соглашению сторон.
В 2022 году перешёл в «Младост» (Нови-Сад), с которым стал победителем первой лиги Сербии 2021/22 и со следующего сезона выступал в Суперлиге.

## Достижения
- Чемпион Эстонии: 2021
- Обладатель Кубка Эстонии: 2020/21